# 1415 Malautra
1415 Malautra (1937 EA) là một tiểu hành tinh vành đai chính được phát hiện ngày 4 tháng 3 năm 1937 bởi L. Boyer ở Algiers.